# Craurosi vulvare
La craurosi vulvare (o vulvite leucoplastica, leucocraurosi o malattia di Breisky) è una malattia rara della mucosa vulvare caratterizzata da progressiva atrofia e sclerosi che si manifesta successivamente alla menopausa.
 L'eziologia è da ricercare nel deficit ormono-secretivo ovarico conseguente alla menopausa, a stati carenziali vitaminici, al diabete mellito, alla lue, all'ovarectomia o all'insufficienza ovarica pre-menopausale.

## Presentazione clinica
La craurosi vulvare si caratterizza per dispareunia, prurito vulvare, disuria, pollachiuria, stranguria e talora dolore e bruciore locale. All'esame obiettivo ginecologico, l'introito vaginale appare ristretto associato dapprima ad eritema e successivamente a scomparsa delle pieghe cutanee e a sclerosi del vestibolo vulvare. La sclerosi e l'atrofia delle piccole labbra con leucoplachia della mucosa, la stenosi vaginale e la comparsa di lesioni precancerose sono complicanze tardive. 
La diagnosi è clinico-anamnestica; l'aspetto istologico della craurosi vulvare è indistinguibile dal lichen sclerosus.

## Trattamento
Le pazienti devono attenersi ad uno stretto follow-up dal medico ginecologo al fine di identificare precocemente eventuali lesioni pre-neoplastiche. Utile è l'uso di estrogeni per applicazione topica o per via sistemica. Nei casi più gravi con biopsia suggestiva per carcinoma vulvare, il trattamento è chirurgico.